# Mädchen mit Zukunft
Mädchen mit Zukunft ist ein deutsches Detektivfilmlustspiel aus dem Jahre 1954 von Thomas Engel mit Herta Staal, Peter Pasetti und Nadja Tiller in den Hauptrollen.

## Handlung
Inge Wendler ist eine junge Privatdetektivin. Gemeinsam mit ihrem Kollegen erhält sie eines Tages einen ganz besonderen Auftrag. Ihre Klientin, eine wohlhabende Witwe, macht sich Sorgen um ihre verliebte Tochter, von der sie befürchtet, dass sie in die Hände eines finsteren Mädchenhändlers geraten ist. Sie möchte unbedingt, dass Inge diesen Mann, den Araber Achmed Spiro, beobachtet und auskundschaftet. Der Verdacht, dass Achmed etwas Böses im Schilde führt, verdichtet sich, als Inge sieht, wie sich der vermeintliche ägyptische Finsterling mit einer Varietétänzerin unterhält. Das Detektiv-Duo heftet sich an beider Fersen und folgt dem Araber und der Tänzerin bis in ein bayerisches Hotel.
Zunächst führt die Spur hier ins Leere, zumal der Beobachtete bald bemerkt, dass Inge ihm heimlich folgt. Man lernt sich kennen, und bald verlieben sich Inge und Achmed ineinander. Die Deutsche folgt dem Orientalen nach Frankreich, um mit letzter Gewissheit zu klären, ob er in ihr lediglich ein weiteres Opfer für seinen mutmaßlichen Mädchenhandel sieht. Die Polizei ist bereits den beiden auf der Spur. Da stellt sich heraus, dass aller sehr viel harmloser ist, als gedacht. Der Ägypter ist ein grundsolider Geschäftsmann, der lediglich Küchenpersonal vermittelt. Nun steht einer Heirat zwischen Inge und ihrem Achmed nichts mehr im Wege.

## Produktionsnotizen
Mädchen mit Zukunft entstand im Februar 1954 in Berlin (Studio wie Außenaufnahmen). Die Uraufführung erfolgte am 17. April 1954 in Hannover und Karlsruhe, die Berliner Premiere war zehn Tage später.
Peter Paul Brauer hatte die Produktionsleitung. Emil Hasler entwarf die von Walter Kutz ausgeführten Filmbauten. Vera Mügge gestaltete die Kostüme. Jens Keith zeichnete für die Choreografie verantwortlich. Bruno Balz schrieb die Liedtexte.

## Kritiken
Der Spiegel schrieb: “Schwank-Konfektionsstück, um eine Nuance gepflegter inszeniert als sonst in diesem Genre üblich (Regie: Thomas Engel). Daß der stattlich-langweilige Orientale (Peter Pasetti), den die schmachtäugige Detektivin (Herta Staal) als Mädchenhändler zu entlarven sucht, nicht mit Taxigirls, sondern nur mit Küchenpersonal handelt, versetzt am Schluß freilich höchstens die lustspielfreudigen Akteure in jubelndes Erstaunen.”
Im Lexikon des Internationalen Films heißt es knapp: „Nur mäßig witziges Filmlustspiel.“